# Jesse Taylor
Jesse Marcus Taylor (ur. 2 stycznia 1983 w Poway) – amerykański zawodnik mieszanych sztuk walki (MMA), mistrz Cage Warriors w wadze średniej z 2012 oraz zwycięzca 25 sezonu reality show The Ultimate Fighter w wadze półśredniej z 2017. W swojej karierze walczył w takich organizacjach jak UFC, DREAM, Strikeforce, KSW czy World Series of Fighting.

## Kariera MMA

### Wczesna kariera
W MMA zadebiutował 4 sierpnia 2006 na gali King of the Cage, gdzie pokonał na punkty Roberta Sarkoziego. W kwietniu 2008 wziął udział w 7 edycji reality show The Ultimate Fighter w którym doszedł do finału który miał się odbyć 21 czerwca 2008. Ostatecznie w finałowym starciu nie wystąpił gdyż wcześniej został karnie wykluczony z pojedynku przez Dana White'a z powodu aktu wandalizmu którego się dopuścił będąc pod wpływem alkoholu. Mimo wykluczenia z finałowego starcia, 19 lipca 2008 otrzymał szansę walki na gali UFC ostatecznie przegrywając z C. B. Dollawayem przez poddanie w 1. rundzie. Po tej przegranej został z organizacji zwolniony.

### 2008-2009
W kolejnych latach walczył głównie na mniejszych galach rozsianych po całych Stanach, notując wygrane m.in. nad Chrisem Camozzim oraz zdobywając kilka mistrzowskich tytułów. 20 lipca 2009 pokonał przez techniczny nokaut wskutek kontuzji utytułowanego judokę Yoon Dong-Sika na gali DREAM 10. Jeszcze w 2009 stoczył dwa przegrane pojedynki dla Strikeforce, najpierw z Jayem Hieronem (15 sierpnia), następnie z Lukiem Rockholdem (6 listopada), zostając ostatecznie zwolnionym z organizacji.

### 2010-2013
W 2010 i 2011 toczył swoje pojedynki w Kanadzie i Australii notując w tym czasie zwycięstwa nad Murilo Bustamante czy Denisem Kangiem oraz porażki z takimi zawodnikami jak Thales Leites, Hector Lombard czy Mamed Chalidow. 24 maja 2012 przegrał pojedynek o mistrzostwo Cage Warriors wagi półśredniej z Gaëlem Grimaudem. Do końca 2012 stoczył jeszcze cztery zwycięskie pojedynki, zdobywając mistrzowskie tytuły K-Oz Entertainment oraz Cage Warriors w kat. średniej. W kolejnym roku udanie bronił obu mistrzowskich pasów pokonując Kendalla Grove'a i Johna Phillipsa.
W grudniu 2013 wziął udział w czteroosobowym turnieju World Series of Fighting. W półfinale pokonał Elvisa Mutapcicia. 21 czerwca 2014 uległ Davidowi Branchowi przez poddanie w finale turnieju WSoF.

### 2014-2016
Porażka z Branchem zapoczątkowała serię trzech porażek z rzędu. Po przegranej z Maiquelem Falcão, która miała miejsce 18 kwietnia 2015, pokonał przed czasem Nicka Barnesa, przełamując tym samym zwycięską niemoc. 29 sierpnia 2015 wystąpił na League S-70: Russia vs. World w rosyjskim Soczi pokonując zawodnika gospodarzy Michaiła Cariewa dusząc go w pierwszej rundzie. Jeszcze w tym samym roku 31 października na gali KSW 32 w Londynie przegrał w walce o mistrzostwo KSW wagi półśredniej z Borysem Mańkowskim przez poddanie w pierwszej rundzie. Kolejną porażkę odniósł 3 czerwca 2016 na ACB 40 z Asłambiekiem Saidowem, również przez poddanie.

### 2017-obecnie
W maju 2017 ponownie wziął udział programie The Ultimate Fighter. W 25 edycji mogli wziąć udział zawodnicy którzy w przeszłości występowali w reality show. Taylor ostatecznie pokonał trzech rywali w czasie programu dochodząc ponownie do finału. 7 lipca 2017 w finałowym starciu pokonał Dhiego Limę przez poddanie w drugiej rundzie, zdobywając tym samym kontrakt z UFC oraz nagrodę finansową w postaci 250 tysięcy USD.

## Osiągnięcia

### Mieszane sztuki walki
- 2008: The Ultimate Fighter 7 – finalista programu w wadze średniej
- 2009: mistrz King of Champions w wadze średniej
- 2009: mistrz Total Combat w wadze średniej
- 2012-2013: mistrz K-Oz Entertainment w wadze średniej
- 2012-2013: mistrz Cage Warriors w wadze średniej
- 2015: WSOF Middleweight Championship Tournament – finalista turnieju wagi średniej
- 2017: The Ultimate Fighter 25 – zwycięzca programu w wadze półśredniej

### Zapasy[7]
- National Collegiate Athletic Association
  - Pacific-10 Conference – 3. miejsce